# Bartomeu Muntané i Cirici
Bartomeu Muntané i Cirici (Igualada, Anoia 25 de maig de 1899 - Ibíd., 3 d'agost de 1977) va ser un militar espanyol.

## Biografia
Va participar en la Guerra del Rif, durant la qual va obtenir la Creu Llorejada de Sant Ferran.
Durant els anys de la Segona República va ser un distingit membre de la maçoneria.
En esclatar la Guerra civil espanyola tenia el rang de capità d'infanteria i es trobava destinat en el territori d'Ifni com a comandant del 1r Tabor del Grup de Tiradors de Ifni. Encara que va intentar que la seva unitat es mantingués fidel al govern, això li va anar impossible i va haver de fugir al el Marroc francès, tornant posteriorment a la zona republicana. Durant la contesa va manar diverses unitats: la 139a Brigada Mixta, les divisions 44a i 71a, i el XI Cos d'Exèrcit. Posteriorment es va convertir en cap de la secció d'operacions de l'Exèrcit de l'Est. Després de la contesa va marxar a l'exili, on va residir nombrosos anys fins al seu retorn Espanya en 1977.